# Mason Vicentino
Mason Vicentino là một đô thị tại tỉnh Vicenza ở vùng Veneto, Ý.
Đô thị này có diện tích 12  km², dân số là 3464 người (thời điểm 2008)